# Exploding Kittens
Exploding Kittens je karetní hra vytvořená Elanem Lee, Shane Smallem, and Matthew Inmanem z komiksové stránky The Oatmeal. Původně jako projekt na Kickstarteru hledali od lidí 10 000 amerických dolarů, tohoto cíle dosáhli za osm minut a sedm dní po otevření projektu projekt překonal 106 000 podporovatelů a stal se tak projekt na Kickstarteru s nejvíce podporovateli. 19. února 2015 projekt byl podpořený částkou 8 782 571 amerických dolarů kterou dohromady dalo 219,382 podporovatelů a stal se tak čtvrtý projekt podpořený největší částkou. První hra testovacího balíčku byla nahrána na YouTube Smosh Games, kteří měli první balíček. Podporovatelé začali dostávat balíček v pozdějším červenci 2015, pozdější balíčky byly doručeny v září 2015.